# Get 'em out by Friday
Get 'em out by Friday is een nummer van Genesis. Het is de derde track van hun vierde studioalbum getiteld Foxtrot. Het verscheen ook op hun eerste livealbum Genesis Live. Zoals voor bijna alle composities toen, vermeldden de credits het als een groepscompositie van Peter Gabriel, Steve Hackett, Mike Rutherford, Tony Banks en Phil Collins. Het nummer bevat veel wisselingen in tempo, maat- en stemmingswisselingen.
Het nummer is opgebouwd als een klein toneelstukje, waarbij Gabriel (tekstschrijver) putte uit zijn eigen leven. Hij had destijds problemen met de verhuurder van zijn woning aan de Campden Hill Road. Hij vermengde dit met de geschiedenis verteld in een televisiedocumentaire over woningen in Islington. Het gaat over de kloof tussen arm en rijk.
De scene wordt gespeeld door drie hoofdrolspelers en een aantal “figuranten”. Ten eerste is daar John Pebble, een zakenman van de firma Styx Enterprises, verhuurder van een woningen. Ten tweede Mark Hall, een zogenaamde winkler die ook voor Styx Enterprises werkt. Winkler is slang voor iemand die een huurder uit een woning probeert te werken. Het slachtoffer is Mrs Barrow, al tijden huurster van een bepaalde woning.
John Pebble geeft Mark Hall de opdracht om Mrs Barlow zo snel mogelijk uit haar woning te krijgen. Hij doet dit door te vertellen dat haar woning onlangs is verkocht en dat zij haar willen uitzetten. Zij weigert, ze is eventueel wel bereid meer huur te betalen. Dit is niet genoeg in de ogen van Styx Enterprises; zij willen haar eruit hebben. Vervolgens biedt Mark Hall Mrs Barrow 400 Britse ponden om te verhuizen. Met tegenzin accepteert mrs Barrow het bod en verhuist naar een nieuwbouwwijk in Harlow; een woning met centrale verwarming, maar ontzettend grauw. Vlak daarna komt Pebbles weer langs met de mededeling dat hij gedwongen is opnieuw te huur te verhogen.
Het verhaal schuift vervolgens door naar 18 september 2012, waarbij op het nieuws wordt meegedeeld, dat er een nieuwe wet van kracht wordt: mensen mogen niet langer worden dan een bepaalde lengte. De bepaling wordt doorgevoerd door Genetic Control. Het korter worden van mensen heeft tot voordeel dat er meer mensen in één woning kunnen; zij hadden de flats in Harlow in hun bezit en schakelen opnieuw John de Pebble (hij is inmiddels geridderd en werkzaam voor United Blacksprings International) in om opnieuw te speculeren (kopen voor 5 en verkopen voor 35). Hij schakelt opnieuw een winkler in.
De laatste tekst is With land in your hand, you'll be happy on earth, then invest in the Church for your heaven.” Het is een notitie van Satin Peter, waarbij Satin een verbastering zou zijn van satan.   
Rutherford en Collins vonden het achteraf eigenlijk te druk; de tekstdichtheid was in hun ogen te hoog. Dit zou volgens hun een gevolg zijn geweest van de manier van opnemen. Eerst de muziek klaar en hebben en vervolgens er een tekst bij maken. Rutherford vond de tekstdichtheid dan wel te hoog, de tekst vond hij een van de beste die Gabriel destijds heeft geschreven. 